# Фанчжэн
Фанчжэ́н (кит. упр. 方正, пиньинь Fāngzhèng) — уезд города субпровинциального значения Харбин провинции Хэйлунцзян (КНР).

## История
В начале XX века эти земли входили в состав уезда Датун (大通县). Так как управляющие органы уезда размещались на северном берегу Сунгари, то в 1909 году для удобства управления земли на южном берегу Сунгари были выделены в отдельный уезд. Так как к северу от центра нового уезда находилась Квадратная лужа (方正泡, «Фанчжэн пао»), то уезд и получил название «Фанчжэн». Новообразованный уезд подчинялся Иланьской управе (依兰府).
После Синьхайской революции управа в 1913 году была ликвидирована, и уезд вошёл в состав провинции Гирин.
В 1931 году Маньчжурия была оккупирована японскими войсками, а в 1932 году было образовано марионеточное государство Маньчжоу-го. В 1934 году было введено деление Маньчжоу-го на 15 провинций и 1 особый город, и уезд Фанчжэн оказался в составе провинции Саньцзян.
В 1945 году Маньчжурия была освобождена Советской армией. После войны правительство Китайской Республики приняло программу нового административного деления Северо-Востока, и уезд Фанчжэн оказался в составе провинции Хэцзян. В мае 1949 года провинция Хэцзян была присоединена к провинции Сунцзян. В 1954 году провинция Сунцзян была присоединена к провинции Хэйлунцзян. и уезд Фанчжэн с 1956 года стал подчиняться Специальному району Муданьцзян провинции Хэйлунцзян. В 1970 году уезд Фанчжэн перешёл в подчинение Специального района Сунхуацзян. В 1991 году уезд Фанчжэн был переведён в подчинение властям Харбина.

## Административное деление
Уезд Фанчжэн делится на 3 посёлка и 5 волостей.
| № | Название | Название (кит.) | Статус  | Население чел. (2010) | На карте                         |
| - | -------- | --------------- | ------- | --------------------- | -------------------------------- |
| 1 | Фанчжэн  | 方正镇          | поселок | 62080                 | 45°50′20″ с. ш. 128°49′58″ в. д. |
| 2 | Хуэйфа   | 会发镇          | поселок | 26939                 | 45°47′26″ с. ш. 128°39′52″ в. д. |
| 3 | Тяньмэнь | 天门乡          | волость | 19635                 | 45°52′57″ с. ш. 128°40′03″ в. д. |
| 4 | Баосин   | 宝兴乡          | волость | 16076                 | 45°45′15″ с. ш. 128°45′44″ в. д. |
| 5 | Даломи   | 大罗密镇        | поселок | 14855                 | 45°57′30″ с. ш. 129°12′21″ в. д. |
| 6 | Дэшань   | 德善乡          | волость | 13785                 | 45°48′18″ с. ш. 128°50′54″ в. д. |
| 7 | Суннань  | 松南乡          | волость | 11757                 | 45°52′39″ с. ш. 128°48′12″ в. д. |
| 8 | Иханьтун | 伊汉通乡        | волость | 8581                  | 45°52′30″ с. ш. 128°53′40″ в. д. |